# 大宋郡
大宋郡，中国战国时期的郡，辖境包括今河南商丘市及安徽砀山县等地。
辖地战国前、中期属宋。前286年齐灭宋，入齐。前284年济西之战后，魏夺取之。故《荀子·议兵篇》载：“齐能并宋而不能凝也，故魏夺之。”据《史记·楚世家》，顷襄王十八年（前281）“楚人有好以弱弓微缴加归雁之上者，顷襄王闻，召而问之。对曰：‘……王朝张弓而射魏之大梁之南，加其右臂而径属之於韩，则中国之路绝而上蔡之郡坏矣。还射圉之东，解魏左肘而外击定陶，则魏之东外弃而大宋、方与二郡者举矣。”可知战国后期，魏在故宋地置有大宋郡。郡治不详。学者钱林书认为“魏之大宋郡，当以睢阳为郡治，辖有汉梁国及陈留郡部分地”。废年不详。